# Castelli Romani

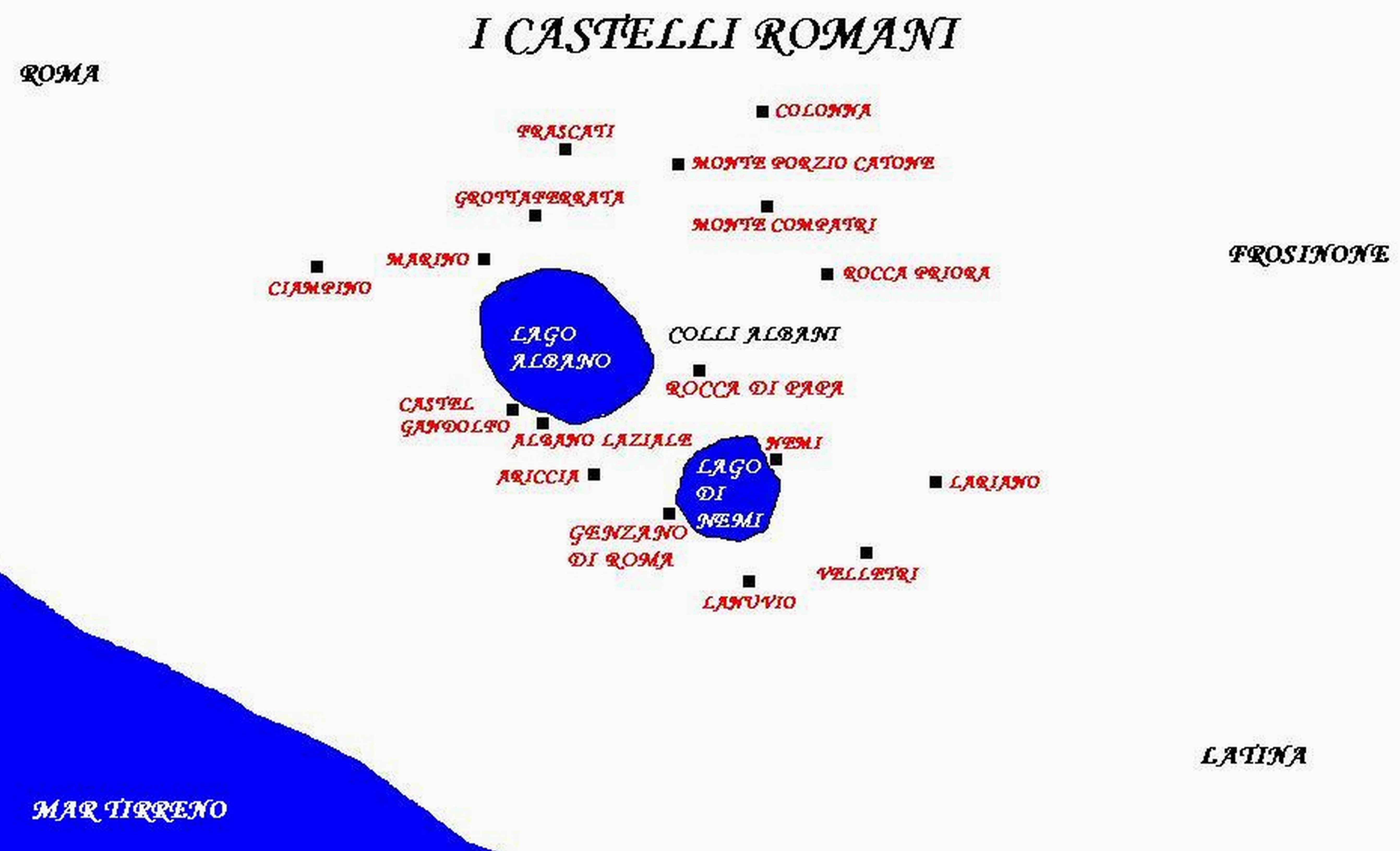
Locaties van de Castelli

De Castelli Romani ("kastelen van Rome") is een groep comunes in de provincie Rome in Italië. Ze liggen aan de voet van de Albaanse Heuvels, op korte afstand ten zuidoosten van Rome.

## Algemeen
De castelli liggen in een vruchtbaar vulkanisch gebied hetgeen sinds oudsher voor een florerende landbouw heeft gezorgd. De voormalige krater wordt opgedeeld door twee meren, het Meer van Nemi en het Meer van Albano.
Sinds de Romeinse tijd was het een gebied dat bezocht werd door de edellieden van Rome vanwege het frisse klimaat tijdens de zomer. Deze traditie werd gevolgd door de Pausen die nog steeds een zomerresidentie hebben in Castel Gandolfo aan het Meer van Albano. De castelli waren het bezit van bekende families als Orsini, Colonna, Chigi, Aldobrandini en Ruspoli.

## Gemeenten

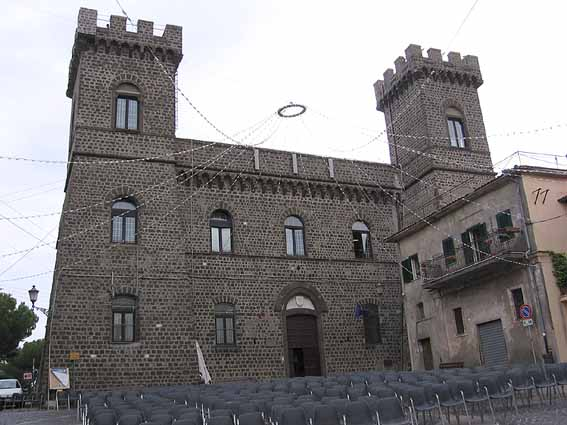
Het Savelli kasteel in Rocca Priora

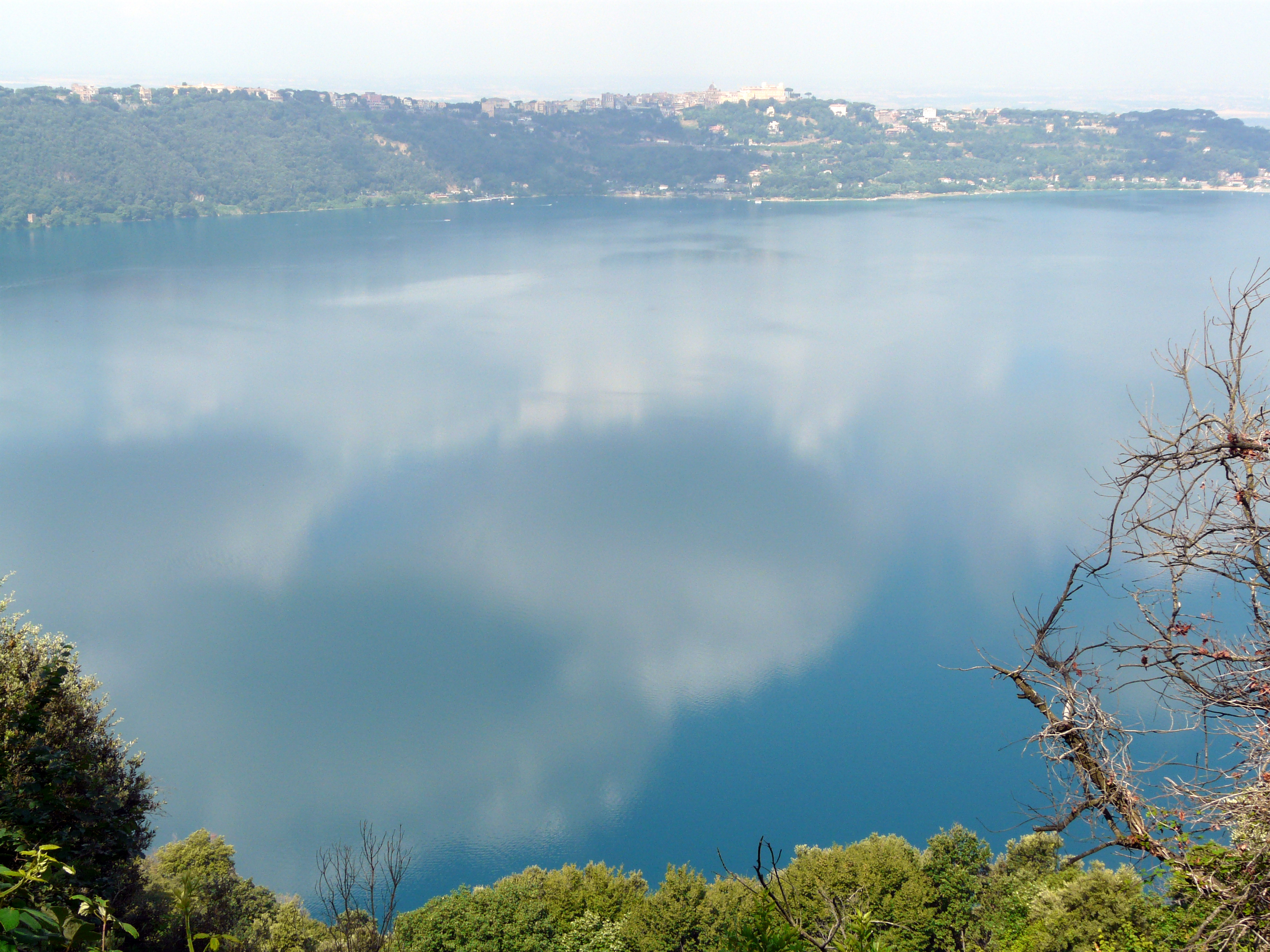
Het Meer van Albano met in de achtergrond Castel Gandolfo

De Castelli Romani zijn:
- Albano Laziale
- Ariccia
- Castel Gandolfo
- Ciampino
- Colonna
- Frascati
- Genzano di Roma
- Grottaferrata
- Lanuvio
- Lariano
- Marino
- Monte Compatri
- Monte Porzio Catone
- Nemi
- Rocca di Papa
- Rocca Priora
- Velletri

## Keuken en voedsel
Het gebied staat bekend om de productie van wijn, waaronder de witte wijn van Frascati.
Ariccia is gevierd om haar porchetta (geroosterd varkensvlees). Lokale lekkernijen zijn onder andere maritozzi, een soort zoet brood. Pizza's hebben over het algemeen een dunne krokante bodem (typisch Romeins) en zijn rechthoekig. Een stuk pizza wordt vaak verkocht op gewicht hetgeen een grotere keus aan smaken mogelijk maakt.
Een typische maaltijd bevat een voorgerecht, hoofdgerecht, dessert en koffie (espresso), wellicht gevolgd door een sambuca, grappa of een ander digestief.